# Alessandro De Pol
Alessandro De Pol (nacido el 15 de julio de 1972 (52 años) en Trieste, Italia)  es un exjugador italiano de baloncesto. Con 2.04 de estatura, jugaba en la posición de ala-pívot.

## Equipos
- 1989-1994 Pallacanestro Trieste
- 1994-1997 Olimpia Milano
- 1997-1999 Pallacanestro Varese
- 1999-2000 Virtus Roma
- 2000-2001 Fortitudo Bologna
- 2002-2003 CB Gran Canaria
- 2003-2008 Pallacanestro Varese
- 2008-2009  Crabs Rimini

## Palmarés
- LEGA: 2

Olimpia Milano: 1995-96; Pallacanestro Varese: 1998-99
- Coppa Italia: 1

Olimpia Milano: 1996